# Эрот
Эро́т, также Э́рос (др.-греч. Ἔρως, род. п. др.-греч. Ἔρωτος), Аму́р (лат. Amor), Купидо́н (лат. Cupido), — бог любви в древнегреческой мифологии. Безотлучный спутник и помощник Афродиты, олицетворение любовного влечения, обеспечивающего продолжение жизни на Земле.

## Происхождение

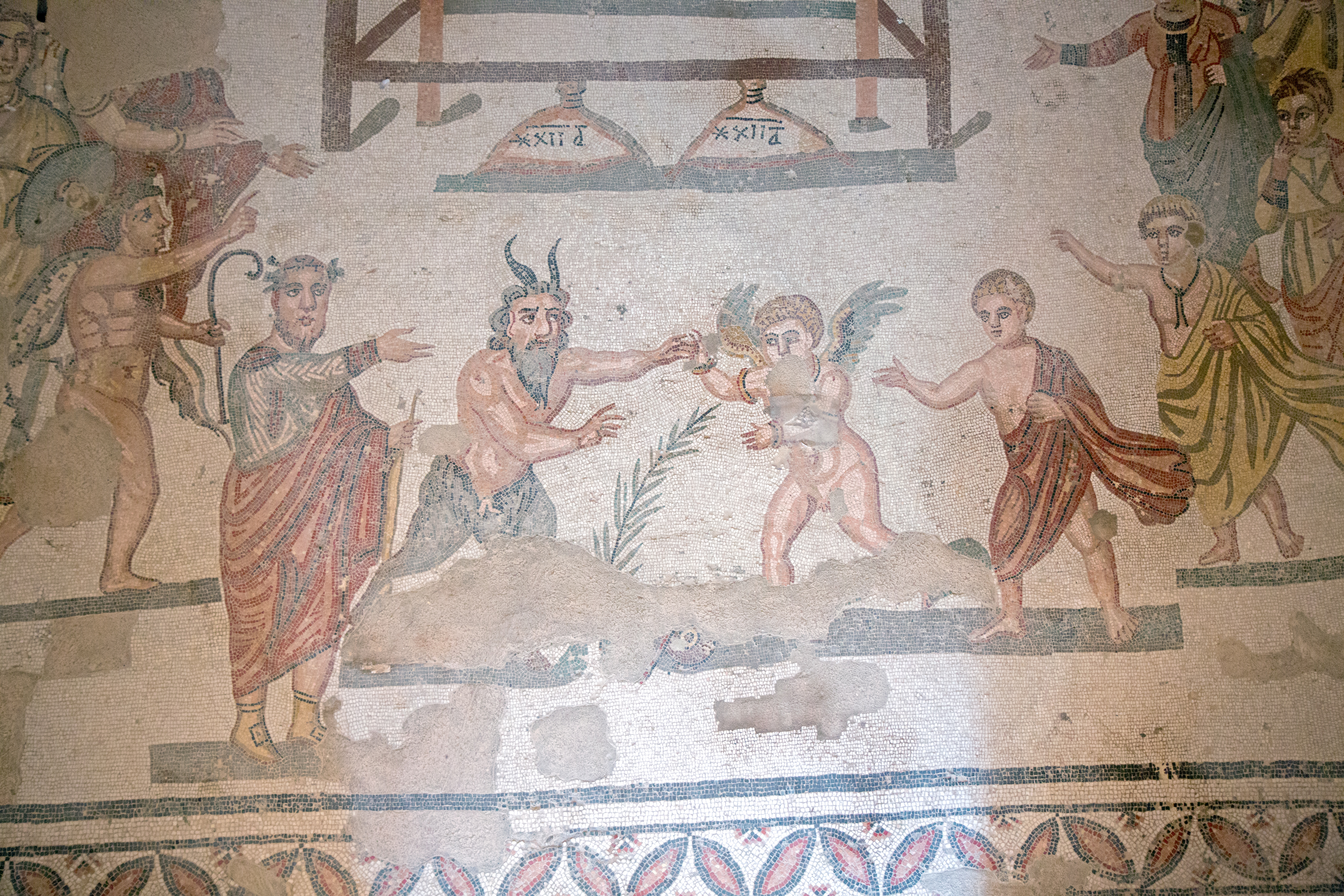
Схватка Эрота и Пана. Римская мозаика из Вилла дель-Касале близ Пьяцца-Армерина (Сицилия). IV в. н. э.

Существовало множество вариантов происхождения Эрота:
- У Гесиода — одна из четырёх первых космогонических потенций(по А. Ф. Лосеву ) наряду с Хаосом, Геей и Тартаром: «между вечными всеми богами прекраснейший — Эрос. Сладкоистомный — у всех он богов и людей земнородных. Душу в груди покоряет и всех рассужденья лишает» («Теогония», 120—122)(в переводе В. В. Вересаева).
- По Алкею, сын Зефира и Ириды[6].
- По Сапфо, сын Афродиты и Урана[7].
- По Симониду, сын Ареса и Афродиты[8].
- По Акусилаю, Эрот, Эфир и Метида — дети Эреба и Нюкты, в свою очередь происшедших от Хаоса[9][10].
- По орфической космогонии, родился из яйца, снесённого Ночью[11] или сотворённого Хроносом[12]. Именуется великим даймоном[13].
- Вслед за орфиками пифагорейцы считали, что душа каждого человека двупола и в ней есть мужская и женская половины, которые зовутся Эротом и Психеей[14].
- По Ферекиду, «Зевс, намереваясь быть демиургом, превратился в Эрота[15]: создав космос из противоположностей, он привёл его к согласию и любви и посеял во всём тождественность и единение, пронизывающее универсум[16]»[17][18].
- По Пармениду — создание Афродиты, в своей космогонии он пишет, что она сотворила его «первым из всех богов»[15][19].
- По Еврипиду, сын Зевса[20], или Зевса и Афродиты[21].
- По Павсанию, сын Илифии[22].
- У Платона — сын Пороса-богатства и Пении-бедности («Пир» 203b, далее — по Диотиме), почему его двойственная природа предназначает его — быть медиумом, посредником для людей в стремлении к благу и для богов в нисхождении к людям[23].
- Сын Хаоса[24].
- По некоей версии, сын Геи[25].
- Отцом его называли также Кроноса, Орфея и др.
- По Эврею, сын Гефеста и Афродиты.

Согласно речи Котты, их было три:
- Сын Гермеса и первой Артемиды.
- Сын Гермеса и второй Афродиты.
- Сын Ареса и третьей Афродиты, он же Антэрос.

Согласно Нонну, родился у города Берои.

## Основные мифы

Геральдический амур

Эрос — мировое божество, соединяющее богов в брачные пары, считался порождением Хаоса (тёмной ночи) и светлого дня или Неба и Земли. Он господствует как над внешней природой, так и над нравственным миром людей и богов, управляя их сердцем и волей. По отношению к явлениям природы он является благодетельным богом весны, оплодотворяющим землю и вызывающим к бытию новую жизнь. Его представляли красивым мальчиком, с крыльями, в более древнее время — с цветком и лирой, позднее со стрелами любви или пылающим факелом.
В Феспиях каждые четыре года устраивалось в честь Эрота празднество — Эросидии, сопровождавшиеся гимнастическими и музыкальными состязаниями. Кроме того, Эрот как бог любви и дружбы, соединявшей юношей и девушек, пользовался почитанием в гимназиях, где статуи Эрота ставились рядом с изображениями Гермеса и Геракла. Спартанцы и критяне обыкновенно перед битвой приносили Эроту жертву. Его жертвенник стоял у входа в Академию.
Взаимная любовь юности нашла себе символическое изображение в группе Эрота и Антэроса, находившейся в элейской гимназии: рельеф с этой группой изображал Эрота и Антэроса, оспаривающими пальму победы друг у друга. У Овидия упоминаются «оба Эрота». Кормилицы Эрота хариты отправились в Дельфы к Фемиде с вопросом о его малом росте.

## В астрономии
- В честь Эрота назван астероид (433) Эрос, открытый в 1898 году, астероид (763) Купидон, открытый в 1913 году и астероид (1221) Амур, открытый в 1932 году.
- В честь бога любви назван также спутник Урана Купидон, открытый в 2003 году.

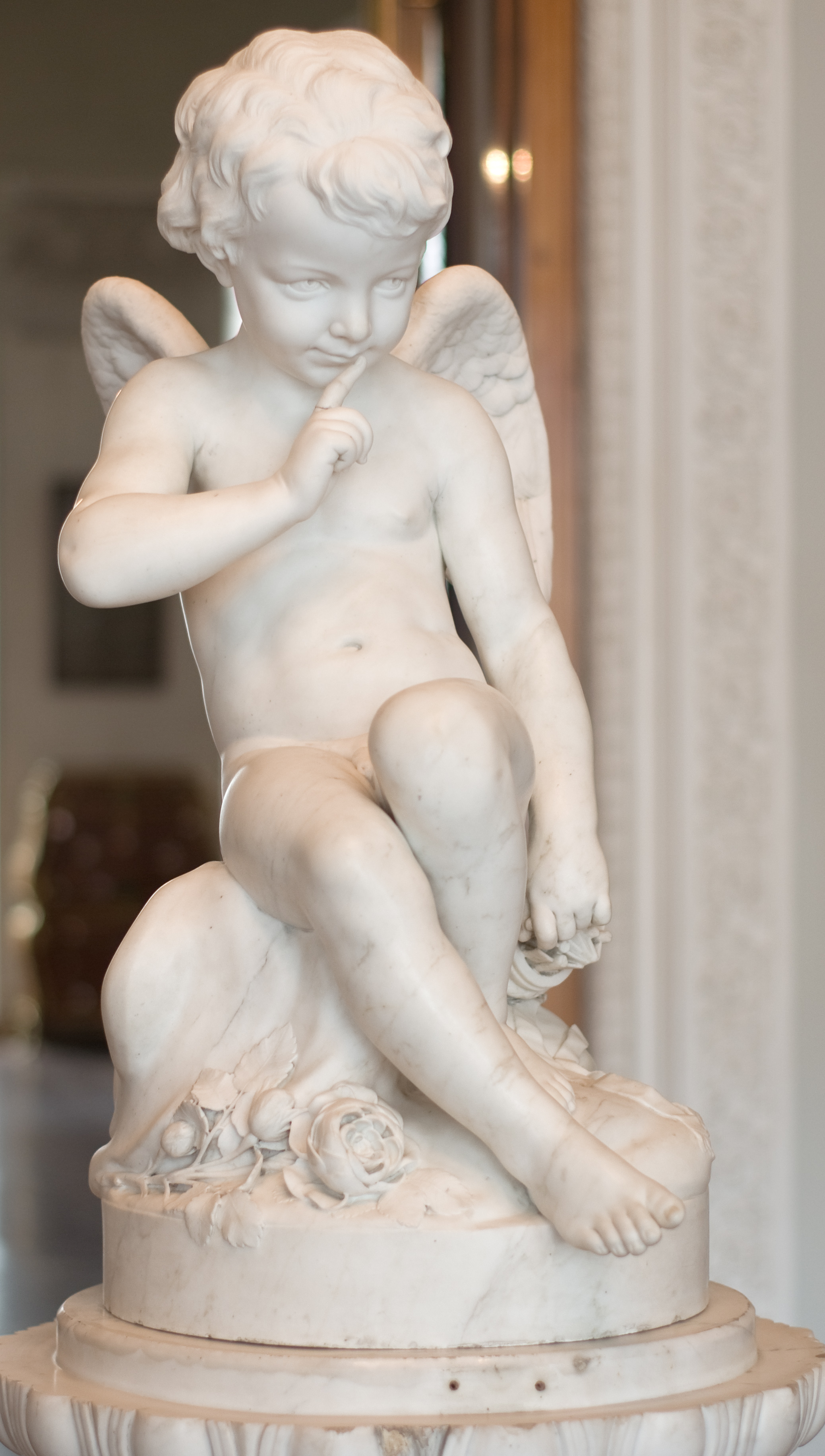
Амур в образе ребёнка (работы Фальконе) (вар.)

## В культуре
В искусстве
Эрот служил одним из любимых сюжетов для философов, поэтов и художников, являясь для них вечно живым образом как серьёзной мироуправляющей силы, так и личного сердечного чувства, порабощающего богов и людей.
В древности были знамениты статуи Эрота Праксителя и Лисиппа V—IV вв. до н. э. Павсаний писал о статуе Праксителя, подаренной феспийцам и вывезенной римлянами. Эроту посвящён LVIII орфический гимн. Позднейшему времени принадлежит возникновение группы Эрота и Психеи (то есть, Любви и пленённой ею Души) и развившейся из этого представления известной народной сказки.
Образ Амура в виде нагого ребёнка — путто — используется при росписи потолков, и редко изображением Амура украшают мебель.
Образ Амура-юноши был популярен у римлян как символ возмужания и перехода от детства и юности к зрелости. Миф об Амуре и Психее повествует о единстве духовного и физического при верховенстве духовного начала у человека. Картины Рафаэля, Рубенса, художников «галантного века», скульптуры Кановы в большинстве своём иллюстрируют именно этот миф.
В литературе
- Гесиод, «Теогония»
- Аполлодор, «Мифологическая библиотека»
- Апулей, «Метаморфозы, или Золотой осёл»
- Платон, «Пир»